# Хоаноцити

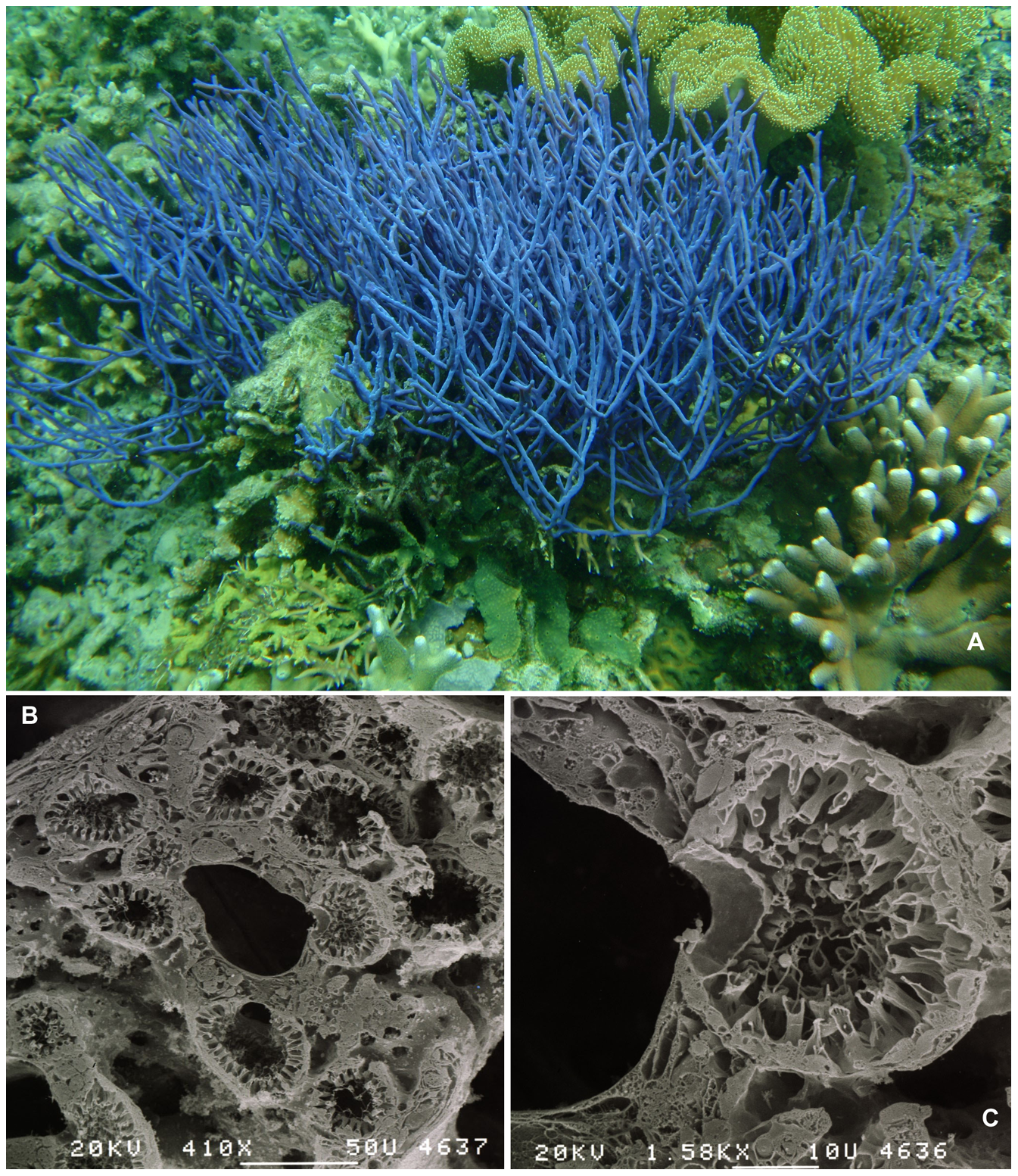
Детальна будова хоаноцитних камер звичайної губки Callyspongia samarensis. Мікрофотографії отримані за допомогою скануючого електронного мікроскопа

Хоаноци́ти — клітини губок, забезпечені джгутиком, оточеним комірцем мікроворсинок (мікровілей). Хоаноцити утворюють хоанодерму, грають ключову роль у фільтраційному харчуванні губок.

## Морфологія
Довжина мікроворсинок становить 2/3 довжини джгутика. На відміну від пінакоцитів, хоаноцити можуть бути циліндричними, кубічними, трапецієподібними або трохи сплощений. Хоаноцити — дуже маленькі клітини, досягають усього 2-10 мкм в діаметром. Мікровіли з'єднані між собою нитками протеогліканів (глікокалікс), які утворюють осередки розміром близько 40 нм², це найдрібніша площа, через яку вода проходить у тілі губки. У прісноводних губок шар глікокаліксу формує деяку подобу ущільнювача, який займає простір між сусідніми комірцями на висоті 2-3 мкм над поверхнею клітин; подібні структури є й у деяких морських звичайних губок. Джгутик хоаноцитів відходить від невеликого горбика або кільцеподібного випинання на поверхні клітини. Його аксонема має типове для еукаріот будову. Базальне тільце включає дві центріоли, розташовані перпендикулярно або під косим кутом один до одного. Апарат Гольджі може розташовуватися між центріолями і ядром або збоку від ядра, де він залягає апікально. Комірець складається з 25-50 мікроворсинок, що з'єднані між собою тонкими тяжами або комірчастою мережею цитоплазматичних виростів. У хоаноцитів добре розвинений цитоскелет, що включає F-актин і міозин. Залежно від умов місця існування губки, її фізіологічного стану або стадії онтогенезу форма хоаноцитів може варіювати. Биття джгутика хоаноцитів створює область низького тиску у його основи, і туди спрямовується вода, принагідно проходячи через комірець мікроворсинок і залишаючи на них харчові частинки. Далі вода рухається уздовж джгутика хоаноцитів і залишає його.

## Функціонування
Хоаноцити об'єднуються у хоаноцитні (жгутикові) камери, які у звичайних губок підстилаються позаклітинним матриксом, що містить колаген. У Homoscleromorpha хоанодерма, як і пінакодерма, підстилається справжньою базальною пластинкою з колагеном IV типу. В багатьох звичайних губок хоаноцити пов'язані один з одним і заякорюються у позаклітинному матриксі за допомогою цитоплазматичних виростів, що відходять від їх базальних частин. У деяких Homoscleromorpha, а також вапняної губки Sycon coatum, хоаноцити пов'язані десмосомоподібними контактами, але в інших губок вони контактують за принципом простого прилягання в базальній або середній частині клітини. У звичайних губок в одній джгутиковій камері знаходиться 50-200 хоаноцитів, у скляних губок — 200—300, а у сіконоїдних вапняних губок до 1000. В хоаноцитній камері мікровіли і джгутики кожного хоаноциту спрямовані до виходу з камери. Минаюча через камеру вода заходить через мікровіли до основи кожного джгутика, далі виходить у порожнину камери і залишає її.
Хоаноцити — одні з найдобріше вивчених клітин губок. Вони можуть диференціюватися у сперматоцити і навіть ооцити. Деякі дослідження показали, що хоаноцити можуть перетворюватися і в археоцити, тому їх можна розглядати як стовбурові клітини. У тих випадках, коли хоаноцити дають початок спермі, трансдиференціюванню піддається вся популяція хоаноцитів однієї камери. При цьому їх чисельність збільшується, комірці мікроворсинок втрачаються, ядерний матеріал ущільнюється і тіло клітини перебудовується у сперматичні цисти. В губок, виниклих з гемул або агрегацій роз'єднаних клітин, хоаноцити утворюються з археоцитів, причому спочатку з'являється джгутик, а потім комірець мікроворсинок. Якщо ж хоаноцити утворюються з війчастих клітин личинок, то спочатку вії вкручуються в клітину, їх аксонеми розбираються на димери тубуліну, які потім збираються у джгутик; далі з'являється віночок мікроворсинок. У личинок, що мають хоаноцити, мікровіли втрачаються при метаморфозі і знову з'являються тоді, коли хоаноцити з маленьких личинкових хоаноцитних камер перебираються до хоаноцитної камери дорослої губки. Таким чином, хоаноцити вельми пластичні та можуть легко повергаться дедиференціюванні і редиференціюванні. Було показано, що хоаноцити у великих кількостях експресують білок анексин, котрий бере участь у клітинній адгезії, рухомості, ендоцитозі і везикулярному транспорті.

## Утворення
Кругообіг хоаноцитів відбувається дуже швидко. Було показано, що у губки Hymeniacidon synapium життєвий цикл одного хоаноциту становить 20 годин, у Baikalospongia bacillifera — 15 годин, Halisarca caerulea — всього 5,4 години (для порівняння, кишкові епітеліальні клітини ссавців оновлюються кожні 3-60 днів). Вони замінюються швидше, ніж будь-які інші клітини в тілі губки. Це говорить про те, що існує популяція стовбурових клітин (мабуть, археоцитів), які постійно дають початок новим хоаноцитам. Окрім того, на відміну від пінакоцитів, хоаноцити постійно діляться. Зважаючи на все, хоаноцити дуже швидко і легко пошкоджуються, а завдяки маленьким розмірам їх заміна не обтяжлива для губки. Було показано, що один археоцит може дати початок щонайменше 30 хоаноцитам.